# Bóng chuyền tại Thế vận hội Mùa hè 2020
Môn bóng chuyền tại Thế vận hội Mùa hè 2020 ở Tokyo diễn ra từ ngày 24 tháng 7 đến 8 tháng 8 năm 2021. 24 đội bóng chuyền trong nhà và 48 đội bóng chuyền bãi biển sẽ tranh tài ở giải đấu. Nôi dung bóng chuyền trong nhà diễn ra tại Ariake Arena ở Ariake, còn nội dung bóng chuyền bãi biển diễn ra ở Shiokaze Park, trên một địa điểm tạm thời là Sân vận động Shiokaze Park.
Ban đầu sự kiến được dự kiến diễn ra từ ngày 24 tháng 7 đến ngày 9 tháng 8 năm 2020. Tuy nhiên do ảnh hưởng của đại dịch COVID-19, vào ngày 24 tháng 3 năm 2020, Ủy ban Olympic Quốc tế và Ban tổ chức Olympic Tokyo 2020 quyết định hoãn việc tổ chức tới năm 2021.

## Lịch thi đấu
| P | Vòng sơ loại | ⅛ | Vòng 16 đội | ¼ | Tứ kết | ½ | Bán kết | B | Tranh huy chương đồng | F | Chung kết |

| Ngày→Nội dung↓ | T7 24/7 | CN 25/7 | T2 26/7 | T3 27/7 | T4 28/7 | T5 29/7 | T6 30/7 | T7 31/7 | CN 1/8 | T2 2/8 | T3 3/8 | T4 4/8 | T5 5/8 | T5 5/8 | T6 6/8 | T6 6/8 | T7 7/8 | T7 7/8 | CN 8/8 | CN 8/8 |
| -------------- | ------- | ------- | ------- | ------- | ------- | ------- | ------- | ------- | ------ | ------ | ------ | ------ | ------ | ------ | ------ | ------ | ------ | ------ | ------ | ------ |
| Trong nhà nam  | P       |         | P       |         | P       |         | P       |         | P      |        | ¼      |        | ½      | ½      |        |        | B      | F      |        |        |
| Trong nhà nữ   |         | P       |         | P       |         | P       |         | P       |        | P      |        | ¼      |        |        | ½      | ½      |        |        | B      | F      |
| Bãi biển nam   | P       | P       | P       | P       | P       | P       | P       | P       | ⅛      | ⅛      |        | ¼      | ½      | ½      |        |        | B      | F      |        |        |
| Bãi biển nữ    | P       | P       | P       | P       | P       | P       | P       | P       | ⅛      | ⅛      | ¼      |        | ½      | ½      | B      | F      |        |        |        |        |

## Vòng loại

### Bóng chuyền nam
| Sự kiện                    | Sự kiện                    | Thời gian              | Địa điểm         | Suất | Đội       |
| -------------------------- | -------------------------- | ---------------------- | ---------------- | ---- | --------- |
| Chủ nhà                    | Chủ nhà                    | 7 tháng 9 năm 2013     | Buenos Aires     | 1    | Nhật Bản  |
| Vòng loại Liên lục địa     | Bảng A                     | 9–11 tháng 8 năm 2019  | Varna            | 1    | Brasil    |
| Vòng loại Liên lục địa     | Bảng B                     | 9–11 tháng 8 năm 2019  | Rotterdam        | 1    | Hoa Kỳ    |
| Vòng loại Liên lục địa     | Bảng C                     | 9–11 tháng 8 năm 2019  | Bari             | 1    | Ý         |
| Vòng loại Liên lục địa     | Bảng D                     | 9–11 tháng 8 năm 2019  | Gdańsk–Sopot     | 1    | Ba Lan    |
| Vòng loại Liên lục địa     | Bảng E                     | 9–11 tháng 8 năm 2019  | Saint Petersburg | 1    | ROC       |
| Vòng loại Liên lục địa     | Bảng F                     | 9–11 tháng 8 năm 2019  | Ninh Ba          | 1    | Argentina |
| Vòng loại khu vực Châu Âu  | Vòng loại khu vực Châu Âu  | 5–10 tháng 1 năm 2020  | Berlin           | 1    | Pháp      |
| Vòng loại khu vực Châu Á   | Vòng loại khu vực Châu Á   | 7–12 tháng 1 năm 2020  | Giang Môn        | 1    | Iran      |
| Vòng loại khu vực Châu Phi | Vòng loại khu vực Châu Phi | 7–11 tháng 1 năm 2020  | Cairo            | 1    | Tunisia   |
| Vòng loại khu vực Nam Mỹ   | Vòng loại khu vực Nam Mỹ   | 10–12 tháng 1 năm 2020 | Mostazal         | 1    | Venezuela |
| Vòng loại khu vực Bắc Mỹ   | Vòng loại khu vực Bắc Mỹ   | 10–12 tháng 1 năm 2020 | Vancouver        | 1    | Canada    |
| Tổng                       | Tổng                       | Tổng                   | Tổng             | 12   |           |

### Bóng chuyền nữ
| Sự kiện                    | Sự kiện                    | Thời gian              | Địa điểm          | Suất | Đội               |
| -------------------------- | -------------------------- | ---------------------- | ----------------- | ---- | ----------------- |
| Chủ nhà                    | Chủ nhà                    | 7 tháng 9 năm 2013     | Buenos Aires      | 1    | Nhật Bản          |
| Vòng loại Liên lục địa     | Bảng A                     | 1–4 tháng 8 năm 2019   | Wrocław           | 1    | Serbia            |
| Vòng loại Liên lục địa     | Bảng B                     | 1–4 tháng 8 năm 2019   | Ninh Ba           | 1    | Trung Quốc        |
| Vòng loại Liên lục địa     | Bảng C                     | 1–4 tháng 8 năm 2019   | Bossier City      | 1    | Hoa Kỳ            |
| Vòng loại Liên lục địa     | Bảng D                     | 1–4 tháng 8 năm 2019   | Uberlândia        | 1    | Brasil            |
| Vòng loại Liên lục địa     | Bảng E                     | 1–4 tháng 8 năm 2019   | Kaliningrad       | 1    | ROC               |
| Vòng loại Liên lục địa     | Bảng F                     | 1–4 tháng 8 năm 2019   | Catania           | 1    | Ý                 |
| Vòng loại khu vực Châu Phi | Vòng loại khu vực Châu Phi | 5–9 tháng 1 năm 2020   | Yaoundé           | 1    | Kenya             |
| Vòng loại khu vực Nam Mỹ   | Vòng loại khu vực Nam Mỹ   | 7–9 tháng 1 năm 2020   | Bogotá            | 1    | Argentina         |
| Vòng loại khu vực Châu Á   | Vòng loại khu vực Châu Á   | 7–12 tháng 1 năm 2020  | Nakhon Ratchasima | 1    | Hàn Quốc          |
| Vòng loại khu vực Châu Âu  | Vòng loại khu vực Châu Âu  | 7–12 tháng 1 năm 2020  | Apeldoorn         | 1    | Thổ Nhĩ Kỳ        |
| Vòng loại khu vực Bắc Mỹ   | Vòng loại khu vực Bắc Mỹ   | 10–12 tháng 1 năm 2020 | Santo Domingo     | 1    | Cộng hòa Dominica |
| Tổng                       | Tổng                       | Tổng                   | Tổng              | 12   |                   |

### Bóng chuyền bãi biển nam
| Sự kiện                                          | Thời gian                       | Địa điểm      | Suất | Đội                |
| ------------------------------------------------ | ------------------------------- | ------------- | ---- | ------------------ |
| Chủ nhà                                          | 7 tháng 9 năm 2013              | Buenos Aires  | 1    | Nhật Bản           |
| Giải Vô địch thế giới 2019                       | 28 tháng 6 – 7 tháng 7 năm 2019 | Hamburg       | 1    | Ủy ban Olympic Nga |
| Vòng loại Olympic FIVB 2019                      | 18–22 tháng 9 năm 2019          | Hải Dương     | 2    | Ý                  |
| Vòng loại Olympic FIVB 2019                      | 18–22 tháng 9 năm 2019          | Hải Dương     | 2    | Latvia             |
| Bảng xếp hạng Olympic bóng chuyền bãi biển FIVB  | 13 tháng 6 năm 2021             | Lausanne      | 15   | Na Uy              |
| Bảng xếp hạng Olympic bóng chuyền bãi biển FIVB  | 13 tháng 6 năm 2021             | Lausanne      | 15   | Qatar              |
| Bảng xếp hạng Olympic bóng chuyền bãi biển FIVB  | 13 tháng 6 năm 2021             | Lausanne      | 15   | Brasil             |
| Bảng xếp hạng Olympic bóng chuyền bãi biển FIVB  | 13 tháng 6 năm 2021             | Lausanne      | 15   | Ba Lan             |
| Bảng xếp hạng Olympic bóng chuyền bãi biển FIVB  | 13 tháng 6 năm 2021             | Lausanne      | 15   | Hà Lan             |
| Bảng xếp hạng Olympic bóng chuyền bãi biển FIVB  | 13 tháng 6 năm 2021             | Lausanne      | 15   | Brasil             |
| Bảng xếp hạng Olympic bóng chuyền bãi biển FIVB  | 13 tháng 6 năm 2021             | Lausanne      | 15   | Đức                |
| Bảng xếp hạng Olympic bóng chuyền bãi biển FIVB  | 13 tháng 6 năm 2021             | Lausanne      | 15   | Ủy ban Olympic Nga |
| Bảng xếp hạng Olympic bóng chuyền bãi biển FIVB  | 13 tháng 6 năm 2021             | Lausanne      | 15   | Cộng hòa Séc       |
| Bảng xếp hạng Olympic bóng chuyền bãi biển FIVB  | 13 tháng 6 năm 2021             | Lausanne      | 15   | Hoa Kỳ             |
| Bảng xếp hạng Olympic bóng chuyền bãi biển FIVB  | 13 tháng 6 năm 2021             | Lausanne      | 15   | Hoa Kỳ             |
| Bảng xếp hạng Olympic bóng chuyền bãi biển FIVB  | 13 tháng 6 năm 2021             | Lausanne      | 15   | Tây Ban Nha        |
| Bảng xếp hạng Olympic bóng chuyền bãi biển FIVB  | 13 tháng 6 năm 2021             | Lausanne      | 15   | Ba Lan             |
| Bảng xếp hạng Olympic bóng chuyền bãi biển FIVB  | 13 tháng 6 năm 2021             | Lausanne      | 15   | Ý                  |
| Bảng xếp hạng Olympic bóng chuyền bãi biển FIVB  | 13 tháng 6 năm 2021             | Lausanne      | 15   | Chile              |
| Vòng chung kết CEV Continental Cup 2018–2020     | 23–26 tháng 6 năm 2021          | Den Haag      | 1    | Thụy Sĩ            |
| Vòng chung kết AVC Continental Cup 2018–2020     | 25–27 tháng 6 năm 2021          | Nakhon Pathom | 1    | Úc                 |
| Vòng chung kết CAVB Continental Cup 2018–2020    | 25–27 tháng 6 năm 2021          | Agadir        | 1    | Maroc              |
| Vòng chung kết NORCECA Continental Cup 2018–2020 | 25–27 tháng 6 năm 2021          | Colima        | 1    | México             |
| Vòng chung kết CSV Continental Cup 2018–2020     | 26–27 tháng 6 năm 2021          | Santiago      | 1    | Argentina          |
| Tổng                                             | Tổng                            | Tổng          | 24   |                    |

### Bóng chuyền bãi biển nữ
| Sự kiện                                          | Thời gian                       | Địa điểm      | Suất | Đội                |
| ------------------------------------------------ | ------------------------------- | ------------- | ---- | ------------------ |
| Chủ nhà                                          | 7 tháng 9 năm 2013              | Buenos Aires  | 1    | Nhật Bản           |
| Giải Vô địch thế giới 2019                       | 28 tháng 6 – 7 tháng 7 năm 2019 | Hamburg       | 1    | Canada             |
| Vòng loại Olympic FIVB 2019                      | 18–22 tháng 9 năm 2019          | Hải Dương     | 2    | Latvia             |
| Vòng loại Olympic FIVB 2019                      | 18–22 tháng 9 năm 2019          | Hải Dương     | 2    | Tây Ban Nha        |
| Bảng xếp hạng Olympic bóng chuyền bãi biển FIVB  | 13 tháng 6 năm 2021             | Lausanne      | 15   | Hoa Kỳ             |
| Bảng xếp hạng Olympic bóng chuyền bãi biển FIVB  | 13 tháng 6 năm 2021             | Lausanne      | 15   | Brasil             |
| Bảng xếp hạng Olympic bóng chuyền bãi biển FIVB  | 13 tháng 6 năm 2021             | Lausanne      | 15   | Brasil             |
| Bảng xếp hạng Olympic bóng chuyền bãi biển FIVB  | 13 tháng 6 năm 2021             | Lausanne      | 15   | Úc                 |
| Bảng xếp hạng Olympic bóng chuyền bãi biển FIVB  | 13 tháng 6 năm 2021             | Lausanne      | 15   | Hoa Kỳ             |
| Bảng xếp hạng Olympic bóng chuyền bãi biển FIVB  | 13 tháng 6 năm 2021             | Lausanne      | 15   | Thụy Sĩ            |
| Bảng xếp hạng Olympic bóng chuyền bãi biển FIVB  | 13 tháng 6 năm 2021             | Lausanne      | 15   | Ủy ban Olympic Nga |
| Bảng xếp hạng Olympic bóng chuyền bãi biển FIVB  | 13 tháng 6 năm 2021             | Lausanne      | 15   | Canada             |
| Bảng xếp hạng Olympic bóng chuyền bãi biển FIVB  | 13 tháng 6 năm 2021             | Lausanne      | 15   | Thụy Sĩ            |
| Bảng xếp hạng Olympic bóng chuyền bãi biển FIVB  | 13 tháng 6 năm 2021             | Lausanne      | 15   | Hà Lan             |
| Bảng xếp hạng Olympic bóng chuyền bãi biển FIVB  | 13 tháng 6 năm 2021             | Lausanne      | 15   | Trung Quốc         |
| Bảng xếp hạng Olympic bóng chuyền bãi biển FIVB  | 13 tháng 6 năm 2021             | Lausanne      | 15   | Cộng hòa Séc       |
| Bảng xếp hạng Olympic bóng chuyền bãi biển FIVB  | 13 tháng 6 năm 2021             | Lausanne      | 15   | Đức                |
| Bảng xếp hạng Olympic bóng chuyền bãi biển FIVB  | 13 tháng 6 năm 2021             | Lausanne      | 15   | Đức                |
| Bảng xếp hạng Olympic bóng chuyền bãi biển FIVB  | 13 tháng 6 năm 2021             | Lausanne      | 15   | Ý                  |
| Vòng chung kết CEV Continental Cup 2018–2020     | 23–26 tháng 6 năm 2021          | Den Haag      | 1    | Hà Lan             |
| Vòng chung kết AVC Continental Cup 2018–2020     | 25–27 tháng 6 năm 2021          | Nakhon Pathom | 1    | Trung Quốc         |
| Vòng chung kết CAVB Continental Cup 2018–2020    | 25–27 tháng 6 năm 2021          | Agadir        | 1    | Kenya              |
| Vòng chung kết NORCECA Continental Cup 2018–2020 | 25–27 tháng 6 năm 2021          | Colima        | 1    | Cuba               |
| Vòng chung kết CSV Continental Cup 2018–2020     | 26–27 tháng 6 năm 2021          | Santiago      | 1    | Argentina          |
| Tổng                                             | Tổng                            | Tổng          | 24   |                    |

## Giải đấu trong nhà nam

### Bảng A
| VT | Đội       | Tr | T | B | Đ  | ST | SB | TSS   | ĐST | ĐSB | TSĐS  | Giành quyền tham dự |
| -- | --------- | -- | - | - | -- | -- | -- | ----- | --- | --- | ----- | ------------------- |
| 1  | Ba Lan    | 5  | 4 | 1 | 13 | 14 | 4  | 3,500 | 435 | 365 | 1,192 | Tứ kết              |
| 2  | Ý         | 5  | 4 | 1 | 11 | 12 | 7  | 1,714 | 447 | 411 | 1,088 | Tứ kết              |
| 3  | Nhật Bản  | 5  | 3 | 2 | 7  | 10 | 9  | 1,111 | 437 | 433 | 1,009 | Tứ kết              |
| 4  | Canada    | 5  | 2 | 3 | 7  | 9  | 9  | 1,000 | 396 | 387 | 1,023 | Tứ kết              |
| 5  | Iran      | 5  | 2 | 3 | 6  | 9  | 11 | 0,818 | 453 | 460 | 0,985 |                     |
| 6  | Venezuela | 5  | 0 | 5 | 0  | 1  | 15 | 0,067 | 281 | 393 | 0,715 |                     |

### Bảng B
| VT | Đội       | Tr | T | B | Đ  | ST | SB | TSS   | ĐST | ĐSB | TSĐS  | Giành quyền tham dự |
| -- | --------- | -- | - | - | -- | -- | -- | ----- | --- | --- | ----- | ------------------- |
| 1  | ROC       | 5  | 4 | 1 | 12 | 13 | 5  | 2,600 | 427 | 397 | 1,076 | Tứ kết              |
| 2  | Brasil    | 5  | 4 | 1 | 10 | 12 | 8  | 1,500 | 476 | 450 | 1,058 | Tứ kết              |
| 3  | Argentina | 5  | 3 | 2 | 8  | 12 | 10 | 1,200 | 476 | 464 | 1,026 | Tứ kết              |
| 4  | Pháp      | 5  | 2 | 3 | 8  | 10 | 10 | 1,000 | 449 | 442 | 1,016 | Tứ kết              |
| 5  | Hoa Kỳ    | 5  | 2 | 3 | 6  | 8  | 10 | 0,800 | 432 | 412 | 1,049 |                     |
| 6  | Tunisia   | 5  | 0 | 5 | 1  | 3  | 15 | 0,200 | 339 | 434 | 0,781 |                     |

### Vòng loại trực tiếp
|  | Tứ kết    | Tứ kết    |           |   | Bán kết               | Bán kết               |  |  | Tranh huy chương vàng | Tranh huy chương vàng |
|  |           |           |           |   |                       |                       |  |  |                       |                       |
|  | 3 tháng 8 |           |           |   |                       |                       |  |  |                       |                       |
|  |           |           |           |   |                       |                       |  |  |                       |                       |
|  | Ba Lan    | 2         |           |   |                       |                       |  |  |                       |                       |
|  | Ba Lan    | 2         | 5 tháng 8 |   |                       |                       |  |  |                       |                       |
|  | Pháp      | 3         |           |   |                       |                       |  |  |                       |                       |
|  | Pháp      | 3         | Pháp      | 3 |                       |                       |  |  |                       |                       |
|  | 3 tháng 8 |           | Pháp      | 3 |                       |                       |  |  |                       |                       |
|  |           | Argentina | 0         |   |                       |                       |  |  |                       |                       |
|  | Ý         | Argentina | 0         | 2 |                       |                       |  |  |                       |                       |
|  | Ý         |           | 7 tháng 8 | 2 |                       |                       |  |  |                       |                       |
|  | Argentina | 3         |           |   |                       |                       |  |  |                       |                       |
|  | Argentina | 3         | Pháp      | 3 |                       |                       |  |  |                       |                       |
|  | 3 tháng 8 |           | Pháp      | 3 |                       |                       |  |  |                       |                       |
|  |           | ROC       | 2         |   |                       |                       |  |  |                       |                       |
|  | Nhật Bản  | ROC       | 2         | 0 |                       |                       |  |  |                       |                       |
|  | Nhật Bản  | 5 tháng 8 |           | 0 |                       |                       |  |  |                       |                       |
|  | Brasil    | 3         |           |   |                       |                       |  |  |                       |                       |
|  | Brasil    | 3         | Brasil    | 1 |                       |                       |  |  |                       |                       |
|  | 3 tháng 8 |           | Brasil    | 1 |                       |                       |  |  |                       |                       |
|  |           | ROC       | 3         |   | Tranh huy chương đồng | Tranh huy chương đồng |  |  |                       |                       |
|  | Canada    | ROC       | 3         | 0 | Tranh huy chương đồng | Tranh huy chương đồng |  |  |                       |                       |
|  | Canada    |           | 7 tháng 8 | 0 |                       |                       |  |  |                       |                       |
|  | ROC       | 3         |           |   |                       |                       |  |  |                       |                       |
|  | ROC       | 3         | Argentina | 3 |                       |                       |  |  |                       |                       |
|  |           |           |           |   |                       |                       |  |  |                       |                       |
|  | Brasil    | 2         |           |   |                       |                       |  |  |                       |                       |
|  | Brasil    | 2         |           |   |                       |                       |  |  |                       |                       |

### Bảng xếp hạng
| Hạng | Đội       |
| ---- | --------- |
| 1    | Pháp      |
| 2    | ROC       |
| 3    | Argentina |
| 4    | Brasil    |
| 5    | Ba Lan    |
| 6    | Ý         |
| 7    | Nhật Bản  |
| 8    | Canada    |
| 9    | Iran      |
| 10   | Hoa Kỳ    |
| 11   | Tunisia   |
| 12   | Venezuela |

## Giải đấu trong nhà nữ

### Bảng A
| VT | Đội               | Tr | T | B | Đ  | ST | SB | TSS   | ĐST | ĐSB | TSĐS  | Giành quyền tham dự |
| -- | ----------------- | -- | - | - | -- | -- | -- | ----- | --- | --- | ----- | ------------------- |
| 1  | Brasil            | 5  | 5 | 0 | 14 | 15 | 3  | 5,000 | 434 | 315 | 1,378 | Tứ kết              |
| 2  | Serbia            | 5  | 4 | 1 | 12 | 13 | 3  | 4,333 | 381 | 313 | 1,217 | Tứ kết              |
| 3  | Hàn Quốc          | 5  | 3 | 2 | 7  | 9  | 10 | 0,900 | 374 | 415 | 0,901 | Tứ kết              |
| 4  | Cộng hòa Dominica | 5  | 2 | 3 | 8  | 10 | 10 | 1,000 | 411 | 406 | 1,012 | Tứ kết              |
| 5  | Nhật Bản (H)      | 5  | 1 | 4 | 4  | 6  | 12 | 0,500 | 378 | 395 | 0,957 |                     |
| 6  | Kenya             | 5  | 0 | 5 | 0  | 0  | 15 | 0,000 | 242 | 376 | 0,644 |                     |

### Bảng B
| VT | Đội        | Tr | T | B | Đ  | ST | SB | TSS   | ĐST | ĐSB | TSĐS  | Giành quyền tham dự |
| -- | ---------- | -- | - | - | -- | -- | -- | ----- | --- | --- | ----- | ------------------- |
| 1  | Hoa Kỳ     | 5  | 4 | 1 | 10 | 12 | 7  | 1,714 | 418 | 401 | 1,042 | Tứ kết              |
| 2  | Ý          | 5  | 3 | 2 | 10 | 11 | 7  | 1,571 | 409 | 377 | 1,085 | Tứ kết              |
| 3  | Thổ Nhĩ Kỳ | 5  | 3 | 2 | 9  | 12 | 8  | 1,500 | 434 | 416 | 1,043 | Tứ kết              |
| 4  | ROC        | 5  | 3 | 2 | 9  | 11 | 8  | 1,375 | 422 | 378 | 1,116 | Tứ kết              |
| 5  | Trung Quốc | 5  | 2 | 3 | 7  | 8  | 9  | 0,889 | 374 | 385 | 0,971 |                     |
| 6  | Argentina  | 5  | 0 | 5 | 0  | 0  | 15 | 0,000 | 275 | 375 | 0,733 |                     |

### Vòng loại trực tiếp
|  | Tứ kết            | Tứ kết    |           |   | Bán kết               | Bán kết               |  |  | Tranh huy chương vàng | Tranh huy chương vàng |
|  |                   |           |           |   |                       |                       |  |  |                       |                       |
|  | 4 tháng 8         |           |           |   |                       |                       |  |  |                       |                       |
|  |                   |           |           |   |                       |                       |  |  |                       |                       |
|  | Brasil            | 3         |           |   |                       |                       |  |  |                       |                       |
|  | Brasil            | 3         | 6 tháng 8 |   |                       |                       |  |  |                       |                       |
|  | ROC               | 1         |           |   |                       |                       |  |  |                       |                       |
|  | ROC               | 1         | Brasil    | 3 |                       |                       |  |  |                       |                       |
|  | 4 tháng 8         |           | Brasil    | 3 |                       |                       |  |  |                       |                       |
|  |                   | Hàn Quốc  | 0         |   |                       |                       |  |  |                       |                       |
|  | Hàn Quốc          | Hàn Quốc  | 0         | 3 |                       |                       |  |  |                       |                       |
|  | Hàn Quốc          |           | 8 tháng 8 | 3 |                       |                       |  |  |                       |                       |
|  | Thổ Nhĩ Kỳ        | 2         |           |   |                       |                       |  |  |                       |                       |
|  | Thổ Nhĩ Kỳ        | 2         | Brasil    | 0 |                       |                       |  |  |                       |                       |
|  | 4 tháng 8         |           | Brasil    | 0 |                       |                       |  |  |                       |                       |
|  |                   | Hoa Kỳ    | 3         |   |                       |                       |  |  |                       |                       |
|  | Serbia            | Hoa Kỳ    | 3         | 3 |                       |                       |  |  |                       |                       |
|  | Serbia            | 6 tháng 8 |           | 3 |                       |                       |  |  |                       |                       |
|  | Ý                 | 0         |           |   |                       |                       |  |  |                       |                       |
|  | Ý                 | 0         | Serbia    | 0 |                       |                       |  |  |                       |                       |
|  | 4 tháng 8         |           | Serbia    | 0 |                       |                       |  |  |                       |                       |
|  |                   | Hoa Kỳ    | 3         |   | Tranh huy chương đồng | Tranh huy chương đồng |  |  |                       |                       |
|  | Cộng hòa Dominica | Hoa Kỳ    | 3         | 0 | Tranh huy chương đồng | Tranh huy chương đồng |  |  |                       |                       |
|  | Cộng hòa Dominica |           | 8 tháng 8 | 0 |                       |                       |  |  |                       |                       |
|  | Hoa Kỳ            | 3         |           |   |                       |                       |  |  |                       |                       |
|  | Hoa Kỳ            | 3         | Hàn Quốc  | 0 |                       |                       |  |  |                       |                       |
|  |                   |           |           |   |                       |                       |  |  |                       |                       |
|  | Serbia            | 3         |           |   |                       |                       |  |  |                       |                       |
|  | Serbia            | 3         |           |   |                       |                       |  |  |                       |                       |

### Bảng xếp hạng
| Hạng | Đội               |
| ---- | ----------------- |
|      | Hoa Kỳ            |
|      | Brasil            |
|      | Serbia            |
| 4    | Hàn Quốc          |
| 5    | Thổ Nhĩ Kỳ        |
| 6    | Ý                 |
| 7    | ROC               |
| 8    | Cộng hòa Dominica |
| 9    | Trung Quốc        |
| 10   | Nhật Bản          |
| 11   | Argentina         |
| 12   | Kenya             |